# The Most Gigantic Lying Mouth of All Time
The Most Gigantic Lying Mouth of All Time (en español, "La boca mentirosa más gigantesca de todos los tiempos") es un DVD con veinticuatro cortometrajes animados compilados por la agrupación inglesa Radiohead y editados por Chris Bran.
Abreviado como TMGLMOAT, el DVD fue lanzado el primero de diciembre de 2004 y reunía los cuatro episodios de un programa originalmente transmitido por Internet a través del sitio oficial de la banda radiohead.tv. Los episodios podían verse en diferentes horarios de forma gratuita.
El nombre surge en alusión a un collage del artista alemán John Heartfield.

## Historia
Inicialmente planteado como una serie regular para la BBC  el cual nunca se concretó, TMGLMOAT se terminó desarrollando como un acompañamiento visual del álbum Hail To The Thief mezclado con segmentos de entrevistas, grabaciones de ensayos e interpretaciones realizadas durante sus giras a lo largo de su historia.
De este material sólo se completaron cuatro episodios, de media hora de duración cada uno, que fueron transmitidos de forma gratuita en el canal de Internet de la banda radiohead.tv en intervalos de una hora cada uno a partir del 26 de mayo de 2013 y durante algunos meses, hasta que se anunció la salida del DVD.
Cabe mencionar que para recabar el material, Radiohead lanzó a principios de 2003 una convocatoria en que pidió a sus seguidores que tomaran la pista de alguna canción en vivo y crearan imágenes en movimiento de al menos 10 segundos de duración (y como máximo toda la canción) o algún cortometraje que desearan difundir.
En el paquete de DVD liberado en diciembre, Thom Yorke escribe que la distribución del disco sería muy limitada pues estaba hecho exclusivamente para su sitio, así como su tienda y algunos establecimientos de música independientes.

## Episodios
Cada uno de los episodios es introducido por un extraño presentador llamado Chieftan Mews, con rostro distorsionado y con un aspecto de personaje de ciencia ficción pulp, posiblemente interpretado por Nigel Godrich o Stanley Donwood.

### Primer episodio
| #  | Título                                                                            | Track             | Dirección                |
| -- | --------------------------------------------------------------------------------- | ----------------- | ------------------------ |
| 1. | The Cat Girl (La niña gato)                                                       | 2 + 2 = 5         | Ebba Erikzon             |
| 2. | The Slave (El esclavo)                                                            | (ninguno)         | James Field              |
| 3. | When an Angel Tries to Sell You Something (Cuando un ángel intenta venderte algo) | Pendiente         | Rick Hind / Ajit N. Rao. |
| 4. | Skyscape (Paisaje celeste)                                                        | (ninguno)         | James Field              |
| 5. | Sit Down Stand Up                                                                 | Sit Down Stand Up | Ed Holdsworth            |

### Segundo episodio
1. Lament (dirigido por Cath Elliot)
2. The Big Switch (dirigido por Chris Levitus)
3. The Scream (dirigido por Paulo Neves)
4. Inside of My Head (dirigido por Ashley Dean)
5. De Tripas Y Corazón (dirigido por Juan Pablo Etcheverry)

### Tercer episodio
1. Listen to Me Wandsworth Road (dirigido por Ebba Erikzon)
2. Hypnogoga (dirigido por Louise Wilde)
3. And Murders of Crows (dirigido por Paul Rains)
4. Freak Juice Commercial (dirigido por Rick Hind and Ajit N. Rao)
5. "Running" (dirigido por Hannah Wise)
6. Push Pulk / Spinning Plates (dirigido por Johnny Hardstaff)

### Cuarto episodio
1. Dog Interface (dirigido por Juan Pablo Etcheverry)
2. HYTTE (dirigido por Gary Carpenter)
3. Momentum (dirigido por Camella Kirk)
4. Chickenbomb (dirigido por Vernie Yeung)
5. Welcome to My Lupine Hell (dirigido por Ashley Dean)
6. The Homeland Hodown (dirigido por Jason Archer and Paul Beck)
7. I Might Be Wrong (dirigido por Sophie Muller)
8. The National Anthem (dirigido por Mike Mills)